# 寶可夢 紅寶石／藍寶石
《寶可夢 紅寶石／藍寶石》（日语：ポケモンボックス ルビー&サファイア）是寶可夢系列第三世代的Game Boy Advance（GBA）遊戲，由GAME FREAK開發並由任天堂發行。本作最早於2002年後半在日本上市，並於2003年推出美版。而本作的更新版《寶可夢 綠寶石》則在各個地區的《寶可夢 紅寶石／藍寶石》推出兩年後發行。《紅寶石》、《藍寶石》與《綠寶石》三款遊戲都是寶可夢系列第三世代的遊戲，又被稱為「超世代」。
《寶可夢 紅寶石／藍寶石》的介面與過往作品差別不大，都是以鳥瞰的視角操作主角進行遊戲，操作方式也大同小異。與前作一樣，遊戲的主要目的是打敗四大天王並完成寶可夢圖鑑，玩家也需要擊敗想要控制全地區的邪惡組織。本作所新增的元素包括雙打對戰與寶可夢的特性，由於GBA的功能較以前的主機強，可提供4位玩家的連線對打（以前則只能兩位）。另外本作也可以連接任天堂E讀卡機以解鎖部分隱藏元素。其後《寶可夢 火紅／葉綠》推出後，本作也可與之連線。
《寶可夢 紅寶石／藍寶石》得到的評價多為正面，相反亦有意見認為本作相較於以往的作品沒有太多的變革，由於當時寶可夢的人氣下滑與另一遊戲作品《遊戲王》的人氣上升，本作銷售量比過往較差，但仍取得了商業上的成功：銷售量達1,300萬份，為GBA銷售最好的作品。
2014年5月7日，寶可夢公司宣布将于2014年11月在任天堂3DS平台发售《寶可夢 紅寶石／藍寶石》的重制版《寶可夢 歐米加紅寶石／阿爾法藍寶石》，本作将采用《寶可夢 X／Y》的三维引擎重新制作。

## 遊戲玩法
《寶可夢 紅寶石／藍寶石》的玩法與前作大致相同。與其他寶可夢系列的掌上遊戲類似，本作也採用第三人稱鳥瞰視角，與地圖、戰鬥畫面與目錄選單三項主要畫面，其中玩家可在目錄選單中調整隊伍的安排、查看背包中的道具、改變遊戲設定、查看寶可夢圖鑑或存檔。在遊戲剛開始時，玩家會獲得一隻寶可夢，之後可使用精靈球捕獲更多的寶可夢。玩家可使用自己的寶可夢與其他寶可夢對戰，當玩家隨機遭遇到野生的寶可夢，或與遊戲中的非玩家角色（NPC）展開戰鬥時，螢幕就會跳轉至回合制的戰鬥畫面。在戰鬥中，玩家可以命令寶可夢使用招式對戰、使用道具、替換寶可夢或逃跑（但與非玩家角色的對戰不能逃跑）。每隻寶可夢都有各自的生命值，當一隻寶可夢的生命值降到0時就失去戰鬥能力。而當玩家的寶可夢擊敗敵方的寶可夢時可獲得經驗值，累積一定的經驗值即可提升等級，多數寶可夢會在達到一個特定等級時進化。
除了獲得戰鬥的勝利外，捕捉寶可夢也是遊戲的一大要素，在與野生的寶可夢戰鬥時，玩家可以使用精靈球對其進行捕捉。若捕捉成功，該寶可夢就會成為加入玩家的隊伍（若隊伍已滿六隻則會存放在寶可夢中心的電腦）。影響捕捉成功與否的要件包括野生寶可夢殘餘的生命值、是否陷入異常狀態和玩家使用的精靈球種類，將野生寶可夢的生命值削減的越低、使其陷入異常狀態或使用較高級的球均可提升捕捉的成功率。

### 新要素

雙打對戰畫面截圖

本作最重要的對戰模式改變即是增加了雙打對戰，即兩方都使用兩隻寶可夢參加戰鬥，某些招式可以同時影響敵人的兩隻寶可夢。另外「特性」與「個性」也是本作引入的重要元素，每隻寶可夢都擁有特性，特性依據寶可夢的種類有所不同，每種寶可夢最多有兩種不同的特性，而每隻個體擁有其中隨機一種，特性會對戰鬥產生影響，可能是提升己方的能力、弱化敵方的能力或改變天氣等其他要素，發動時機也有所不同，例如特性「威嚇」的效果為寶可夢出場時敵方寶可夢的攻擊降低一個階段，特性「新綠」則可在寶可夢的血量少於三分之一時提升草系招式的威力。個性也會影響寶可夢的強度，但其影響的寶可夢本身的素質，而非在戰鬥時提供額外效果。每隻寶可夢都具有一種個性（全部有25種），個性會影響各項能力的提升，對各項能力值得計算起加權作用。「儀態」是另一項本作新增的元素，在華麗大賽中扮演重要角色，華麗大賽是遊戲中的小遊戲，寶可夢會在其中使用某些招式並由評審評分，每隻寶可夢與每個招式都具有儀態，寶可夢的儀態可透過使用「方塊糖」來提升，方塊糖則是透過樹果製成。
和前作《寶可夢 金／銀／水晶》一樣，《寶可夢 紅寶石／藍寶石》會根據真實時間調整遊戲中的時間，並影響潮汐漲退、樹果生長等活動，但與其不同的是《紅寶石》與《藍寶石》版沒有區分日夜，時間也不會影響出現寶可夢的種類。而由於Game Boy與Game Boy Advance的連接線不同，《寶可夢 紅寶石／藍寶石》不能與以前的作品連線對戰或交換，但可與其後的Game Boy Advance遊戲《寶可夢 火紅／葉綠》連線。

### 和其他裝置的連接
《寶可夢 紅寶石／藍寶石》可插上另外販售的寶可夢e+讀卡器，再將各種不同的寶可夢e+卡掃描進讀卡機裡，卡片上的訓練家就會出現在遊戲中與玩家對戰，玩家還可以在遊戲中獲得本來無法獲得的珍貴樹果。英文版的玩家在參加任天堂指定的活動後，可獲得一張特殊的e+卡，掃描進遊戲中後玩家可透過「不可思議禮物」的功能取得特殊道具「無限船票」，此道具使玩家可至南方小島捕捉原本不能獲得的拉帝亞斯或拉帝歐斯，日版的無限船票則是參加活動時直接下載取得而非透過e+卡。
《寶可夢 紅寶石／藍寶石》還可與任天堂GameCube的遊戲《寶可夢寶石版競技場》、《寶可夢 XD 闇之旋風 黑暗洛奇亞》與《寶可夢整理箱》連接。在前兩者中，玩家在遊戲取得一定分數後即可與《寶可夢 紅寶石／藍寶石》連線交換寶可夢，且預購《寶可夢寶石版競技場》的玩家可獲得特殊寶可夢基拉祈，並參加電影《七夜的許願星基拉祈》的特映會。而寶可夢保管箱被暱稱為「寶可夢的Microsoft Office」，使玩家可在GameCube上儲存並組織寶可夢。另外，歐版的《寶可夢頻道》中，玩家可在獲得一定分數後取得基拉祈，並可傳輸到《寶可夢 紅寶石／藍寶石》。

## 劇情
《寶可夢 紅寶石／藍寶石》的舞台是以日本九州為藍本設計的虛構地區豐緣地區，該地區包含了九座城市、六座城鎮和許多景點，它們之間以道路互相連接。和以往的作品一樣，有些地區需要玩家達成某些劇情後才能進入。
與寶可夢主線系列的其他作品一樣，本作是一款線性遊戲，主要的劇情按照固定的順序發生，遊戲的主角是一名剛搬到未白鎮的小孩，他的父親是鄰近的橙華市的道館館主，這是寶可夢系列作品中首次有主角的父親出現在遊戲中（全部有兩次，另一次是《寶可夢保育家 風湧篇》）。遊戲開始時，主角可從小田卷博士處選擇木守宮、火稚雞或水躍魚作為起始寶可夢，博士的孩子（性別設定與主角不同）也是一名寶可夢訓練師，與主角亦敵亦友，在劇情中也會與主角進行若干次戰鬥。遊戲的兩個主要目標分別為打敗八個道館的館主，並進而擊敗四大天王成為新的冠軍，以及捕捉到全部386種寶可夢以完成寶可夢圖鑑。
除了擊敗各道館館主主線的任務外，也有些非玩家角色給予玩家支線任務，通常是要求玩家收集某項物品或捕捉某隻寶可夢，捕捉傳說中的寶可夢也是遊戲的另一項目標，遊戲最重要的支線任務則為阻止反派角色熔岩隊與海洋隊的陰謀，這兩個邪惡團體企圖利用傳說寶可夢的能力來改變豐緣地區的氣候，在《寶可夢 紅寶石》中，熔岩隊企圖利用固拉多使海洋枯竭、增加陸地的面積；在《寶可夢 藍寶石》中則是海洋隊企圖利用固拉多的宿敵蓋歐卡的能力來使海洋擴大。
在玩家前往第一道館的途中，即會在橙華森林遭遇反派組織，加以打倒後即可救出德朋公司的研究員並奪回被搶走的物品。而在打完第三道館後，玩家來到釜炎鎮時會再次遭遇反派組織，這次反派組織挾持了天空石博士到鄰近的流星瀑布，玩家趕到後他們已經帶走隕石並撤走，之後追至煙囪山，反派組織在此意圖利用隕石的力量改變豐緣地區的環境，玩家則將其首腦擊敗並搶回隕石。劇情發展到第五道館後，反派組織展開下一個陰謀，他們企圖從119號道路的天氣研究所偷走能改變天氣的寶可夢飄浮泡泡，但旋即被玩家阻止，而打完第六道館後，邪惡組織從送神山頂偷走了能控制傳說寶可夢固拉多與蓋歐卡的紅寶石（或藍寶石），並偷走了楠木船長在凱那市的潛水艇，主角追至並潛入其總部，卻來不及阻止潛水艇開出，邪惡組織將潛水艇開至傳說寶可夢所在的海底洞窟，並用紅寶石（或藍寶石）將牠喚醒，固拉多或蓋歐卡被喚醒後即轉移到琉璃市的覺醒之祠，豐緣地區的天氣也起了劇烈的變化，直到玩家趕至覺醒之祠並擊敗（或捕獲）固拉多或蓋歐卡，世界才告恢復，並徹底瓦解了邪惡組織的陰謀。

## 開發、發行與宣傳

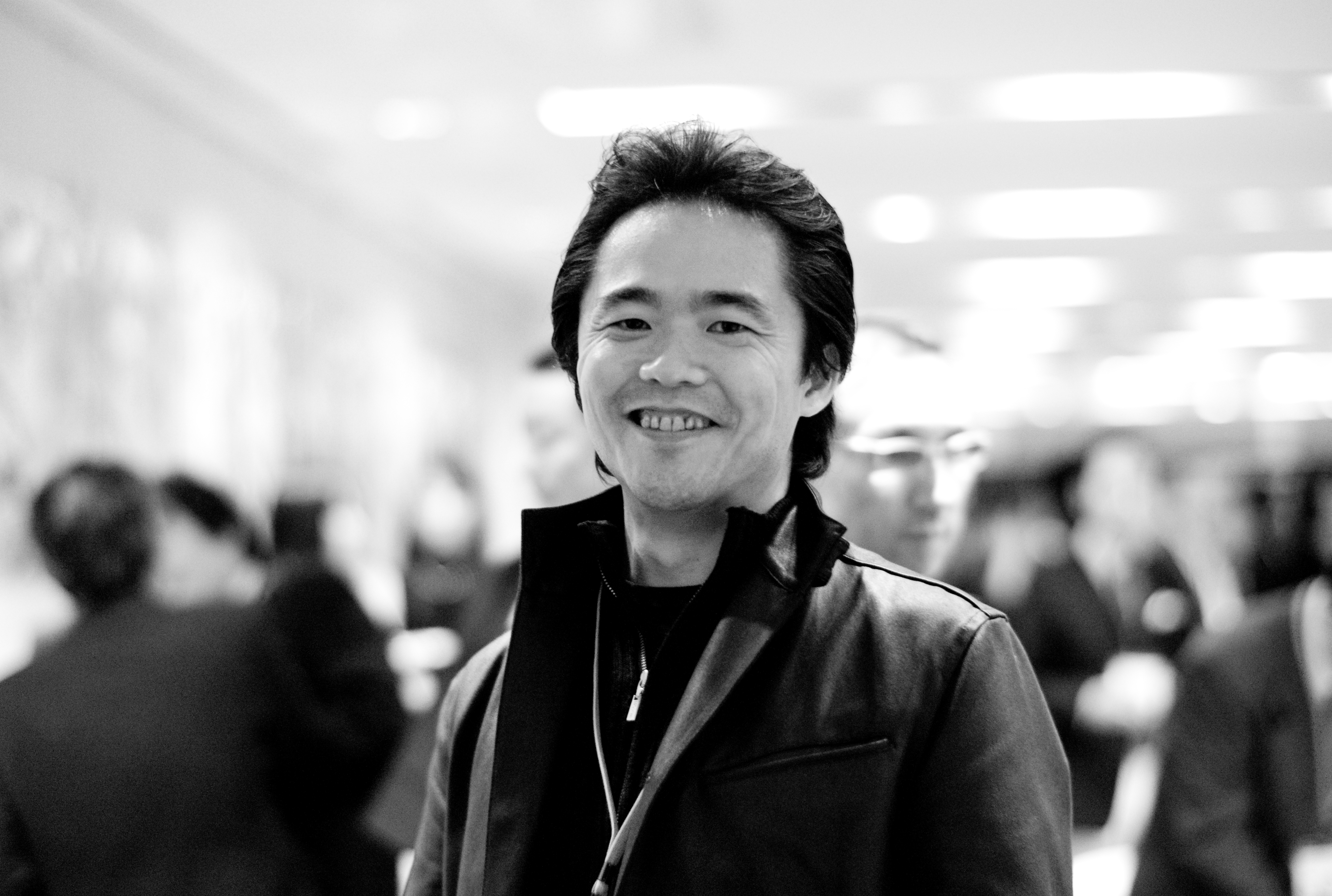
開發總監增田順一

《寶可夢 紅寶石／藍寶石》在增田順一指揮下由GAME FREAK與任天堂共同開發，而和以往的作品一樣，藝術總監由杉森建擔任，這也是第一部沒有由他獨立進行美工創作的作品。當被問及創作團隊是如何想出新寶可夢的點子時，杉森建表示這些點子主要來自他們兒時接觸的卡通、電影以及百科全書中的昆蟲與奇怪動物。他在描述如何創造一隻寶可夢時說：「我們首先挑選一種昆蟲，之後再增加一些特別的要素使牠看起來更像寶可夢，例如增加堅固的外殼。」
由於採用新的遊戲平台GBA，増田認為本作與前作最大的不同就是可以支援四人連線的資料傳輸，以往的作品只能支援兩人。而雖然GBA可以支援較新、效果也較好的畫面，但創作團隊想要吸引廣大年齡層的玩家，他們刻意採用了較簡單的畫面以避免遊戲介面太過複雜，希望使較幼小的兒童也能輕鬆遊玩，但也加入了一些新要素以吸引老手。
增田還表示寶可夢遊戲最基本的精神就是交流，在寶可夢系列中，這是透過玩家間的連線對戰與交換寶可夢達成。當被問到新的對戰模式「雙打對戰」時，團隊表示他們仍然以原本的一對一戰鬥為主要的模式，只是加入了少數的雙打對戰作為「新的挑戰」，如果這項嘗試得到了正面的迴響，在往後的作品中就會逐步增加雙打戰鬥的比重。
《寶可夢 紅寶石／藍寶石》是第一批沒有包含所有前作寶可夢的寶可夢遊戲，杉森建表示他們嘗試平衡了新舊寶可夢的比重，以使寶可夢的總數適中。當被問即是否有些想法因為技術上的限制而無法付諸實行，增田表示他希望寶可夢能依照不同心情發出三種不同的叫聲，但因為記憶程式的問題而無法達成。
任天堂並沒有在2002年的E3電子娛樂展覽上推出《寶可夢 紅寶石／藍寶石》，而是特別花費700萬美元制定了一項從2003年3月至5月的大型宣傳計畫。除了贈送預購者周邊商品外，還舉辦了一場主題曲的歌唱比賽，玩家自行改編歌詞並將影片上傳參賽，最大獎是有洛奇亞圖案的克萊斯勒PT Cruiser。該年7月19日至9月1日，任天堂在全美國125家玩具反斗城展開發送寶可夢e+卡「無限船票」（Eon Ticket）的夏季巡迴活動，玩家攜帶GBA至店中下載這張e+卡後，便可於遊戲中獲得道具「無限船票」，從而可搭船至原本無法抵達的南方小島捕捉拉帝歐斯或拉帝亞斯。任天堂為宣傳本作還播送了兩款電視廣告，分別為「Faces」與「Names」，前者的內容是將寶可夢與長像酷似的人的並列比較，後者則是許多人喊出寶可夢的名字，並強調本作推出了100隻新的寶可夢。另外，任天堂也與英國飲料商Vimto合作宣傳遊戲。

## 音樂
《寶可夢 紅寶石／藍寶石》的音頻全為遊戲音樂，由增田順一、一之瀨剛與青木森一譜曲。這些歌曲除了《Trick Master》與《Slateport City》兩曲外，大多為沒有歌詞的純音樂。本作的原聲帶於2003年4月26日在日本由Media Factory出版，並在Oricon公信榜上榜一週，名列297名。增田順一主要創作戰鬥背景音樂，一之瀨剛負責城鎮、道路的背景音樂，其他則由青木森一創作。詳細的音樂曲目如下：
| \| Disc One \| Disc One \| Disc One \| Disc One \| Disc One \| \| # \| 標題 \| 創作者 \| 長度 \| \| \| -------- \| -------- \| -------- \| -------- \| -------- \| \| 1 \| \| 一之瀨剛 \| 0:36 \| \| \| 2 \| \| 一之瀨剛 \| 0:15 \| \| \| 3 \| \| 一之瀨剛 \| 1:42 \| \| \| 4 \| \| 青木森一 \| 1:13 \| \| \| 5 \| \| 一之瀨剛 \| 1:28 \| \| \| 6 \| \| 青木森一 \| 0:52 \| \| \| 7 \| \| 一之瀨剛 \| 1:00 \| \| \| 8 \| \| 一之瀨剛 \| 0:22 \| \| \| 9 \| \| 增田順一 \| 1:29 \| \| \| 10 \| \| 青木森一 \| 0:23 \| \| \| 11 \| \| 青木森一 \| 0:59 \| \| \| 12 \| \| 青木森一 \| 1:05 \| \| \| 13 \| \| 一之瀨剛 \| 1:03 \| \| \| 14 \| \| 青木森一 \| 0:05 \| \| \| 15 \| \| 青木森一 \| 0:29 \| \| \| 16 \| \| 一之瀨剛 \| 0:27 \| \| \| 17 \| \| 增田順一 \| 2:19 \| \| \| 18 \| \| 一之瀨剛 \| 0:31 \| \| \| 19 \| \| 青木森一 \| 0:04 \| \| \| 20 \| \| 青木森一 \| 1:04 \| \| \| 21 \| \| 一之瀨剛 \| 0:47 \| \| \| 22 \| \| 一之瀨剛 \| 1:10 \| \| \| 23 \| \| 青木森一 \| 1:04 \| \| \| 24 \| \| 一之瀨剛 \| 0:45 \| \| \| 25 \| \| 增田順一 \| 2:33 \| \| \| 26 \| \| 一之瀨剛 \| 0:26 \| \| \| 27 \| \| 一之瀨剛 \| 1:42 \| \| \| 28 \| \| 一之瀨剛 \| 1:03 \| \| \| 29 \| \| 一之瀨剛 \| 0:55 \| \| \| 30 \| \| 一之瀨剛 \| 1:51 \| \| \| 31 \| \| 青木森一 \| 0:32 \| \| \| 32 \| \| 一之瀨剛 \| 1:55 \| \| \| 33 \| \| 青木森一 \| 1:47 \| \| \| 34 \| \| 青木森一 \| 1:03 \| \| \| 35 \| \| 一之瀨剛 \| 1:25 \| \| \| 36 \| \| 一之瀨剛 \| 1:44 \| \| \| 37 \| \| 青木森一 \| 0:04 \| \| \| 38 \| \| 青木森一 \| 0:04 \| \| \| 39 \| \| 青木森一 \| 0:22 \| \| \| 40 \| \| 青木森一 \| 0:05 \| \| \| 41 \| \| 一之瀨剛 \| 1:14 \| \| \| 42 \| \| 一之瀨剛 \| 1:38 \| \| \| 43 \| \| 一之瀨剛 \| 0:25 \| \| \| 44 \| \| 一之瀨剛 \| 1:25 \| \| \| 45 \| \| 一之瀨剛 \| 0:14 \| \| \| 46 \| \| 一之瀨剛 \| 1:50 \| \| \| 47 \| \| 一之瀨剛 \| 0:35 \| \| \| 48 \| \| 一之瀨剛 \| 1:13 \| \| \| 49 \| \| 青木森一 \| 0:59 \| \| \| 50 \| \| 增田順一 \| 1:46 \| \| \| 51 \| \| 青木森一 \| 1:12 \| \| \| 52 \| \| 青木森一 \| 0:07 \| \| \| 53 \| \| 青木森一 \| 0:05 \| \| \| 54 \| \| 青木森一 \| 2:13 \| \| |      |          |      |
| Disc One |      |          |      |
| # | 標題 | 創作者   | 長度 |
| 1 |      | 一之瀨剛 | 0:36 |
| 2 |      | 一之瀨剛 | 0:15 |
| 3 |      | 一之瀨剛 | 1:42 |
| 4 |      | 青木森一 | 1:13 |
| 5 |      | 一之瀨剛 | 1:28 |
| 6 |      | 青木森一 | 0:52 |
| 7 |      | 一之瀨剛 | 1:00 |
| 8 |      | 一之瀨剛 | 0:22 |
| 9 |      | 增田順一 | 1:29 |
| 10 |      | 青木森一 | 0:23 |
| 11 |      | 青木森一 | 0:59 |
| 12 |      | 青木森一 | 1:05 |
| 13 |      | 一之瀨剛 | 1:03 |
| 14 |      | 青木森一 | 0:05 |
| 15 |      | 青木森一 | 0:29 |
| 16 |      | 一之瀨剛 | 0:27 |
| 17 |      | 增田順一 | 2:19 |
| 18 |      | 一之瀨剛 | 0:31 |
| 19 |      | 青木森一 | 0:04 |
| 20 |      | 青木森一 | 1:04 |
| 21 |      | 一之瀨剛 | 0:47 |
| 22 |      | 一之瀨剛 | 1:10 |
| 23 |      | 青木森一 | 1:04 |
| 24 |      | 一之瀨剛 | 0:45 |
| 25 |      | 增田順一 | 2:33 |
| 26 |      | 一之瀨剛 | 0:26 |
| 27 |      | 一之瀨剛 | 1:42 |
| 28 |      | 一之瀨剛 | 1:03 |
| 29 |      | 一之瀨剛 | 0:55 |
| 30 |      | 一之瀨剛 | 1:51 |
| 31 |      | 青木森一 | 0:32 |
| 32 |      | 一之瀨剛 | 1:55 |
| 33 |      | 青木森一 | 1:47 |
| 34 |      | 青木森一 | 1:03 |
| 35 |      | 一之瀨剛 | 1:25 |
| 36 |      | 一之瀨剛 | 1:44 |
| 37 |      | 青木森一 | 0:04 |
| 38 |      | 青木森一 | 0:04 |
| 39 |      | 青木森一 | 0:22 |
| 40 |      | 青木森一 | 0:05 |
| 41 |      | 一之瀨剛 | 1:14 |
| 42 |      | 一之瀨剛 | 1:38 |
| 43 |      | 一之瀨剛 | 0:25 |
| 44 |      | 一之瀨剛 | 1:25 |
| 45 |      | 一之瀨剛 | 0:14 |
| 46 |      | 一之瀨剛 | 1:50 |
| 47 |      | 一之瀨剛 | 0:35 |
| 48 |      | 一之瀨剛 | 1:13 |
| 49 |      | 青木森一 | 0:59 |
| 50 |      | 增田順一 | 1:46 |
| 51 |      | 青木森一 | 1:12 |
| 52 |      | 青木森一 | 0:07 |
| 53 |      | 青木森一 | 0:05 |
| 54 |      | 青木森一 | 2:13 |

| \| Disc Two \| Disc Two \| Disc Two \| Disc Two \| Disc Two \| \| # \| 標題 \| 創作者 \| 長度 \| \| \| -------- \| -------------- \| -------- \| -------- \| -------- \| \| 1 \| \| 一之瀨剛 \| 1:48 \| \| \| 2 \| \| 青木森一 \| 0:55 \| \| \| 3 \| \| 青木森一 \| 1:32 \| \| \| 4 \| \| 一之瀨剛 \| 0:28 \| \| \| 5 \| \| 一之瀨剛 \| 0:52 \| \| \| 6 \| \| 一之瀨剛 \| 0:42 \| \| \| 7 \| \| 一之瀨剛 \| 1:27 \| \| \| 8 \| \| 青木森一 \| 2:09 \| \| \| 9 \| \| 青木森一 \| 0:04 \| \| \| 10 \| \| 一之瀨剛 \| 0:53 \| \| \| 11 \| \| 增田順一 \| 1:44 \| \| \| 12 \| \| 青木森一 \| 0:33 \| \| \| 13 \| \| 青木森一 \| 0:05 \| \| \| 14 \| \| 一之瀨剛 \| 1:16 \| \| \| 15 \| \| 一之瀨剛 \| 1:38 \| \| \| 16 \| \| 一之瀨剛 \| 0:30 \| \| \| 17 \| \| 一之瀨剛 \| 0:50 \| \| \| 18 \| \| 一之瀨剛 \| 1:49 \| \| \| 19 \| \| 一之瀨剛 \| 1:04 \| \| \| 20 \| \| 青木森一 \| 0:04 \| \| \| 21 \| \| 一之瀨剛 \| 0:50 \| \| \| 22 \| \| 增田順一 \| 2:12 \| \| \| 23 \| \| 青木森一 \| 0:13 \| \| \| 24 \| \| 一之瀨剛 \| 1:05 \| \| \| 25 \| \| 一之瀨剛 \| 0:55 \| \| \| 26 \| \| 一之瀨剛 \| 1:55 \| \| \| 27 \| \| 一之瀨剛 \| 1:32 \| \| \| 28 \| \| 青木森一 \| 1:18 \| \| \| 29 \| \| 增田順一 \| 1:29 \| \| \| 30 \| \| 青木森一 \| 0:31 \| \| \| 31 \| \| 一之瀨剛 \| 1:34 \| \| \| 32 \| \| 青木森一 \| 0:04 \| \| \| 33 \| \| 一之瀨剛 \| 0:55 \| \| \| 34 \| \| 一之瀨剛 \| 1:08 \| \| \| 35 \| \| 一之瀨剛 \| 0:37 \| \| \| 36 \| \| 一之瀨剛 \| 0:32 \| \| \| 37 \| \| 一之瀨剛 \| 1:04 \| \| \| 38 \| \| 增田順一 \| 1:28 \| \| \| 39 \| \| 一之瀨剛 \| 1:10 \| \| \| 40 \| \| 青木森一 \| 1:11 \| \| \| 41 \| \| 青木森一 \| 1:10 \| \| \| 42 \| \| 一之瀨剛 \| 1:21 \| \| \| 43 \| \| 一之瀨剛 \| 0:49 \| \| \| 44 \| \| 一之瀨剛 \| 0:47 \| \| \| 45 \| \| 增田順一 \| 1:47 \| \| \| 46 \| \| 一之瀨剛 \| 0:51 \| \| \| 47 \| \| 增田順一 \| 1:51 \| \| \| 48 \| \| 青木森一 \| 0:53 \| \| \| 49 \| \| 一之瀨剛 \| 0:59 \| \| \| 50 \| \| 一之瀨剛 \| 1:09 \| \| \| 51 \| \| 一之瀨剛 \| 2:26 \| \| \| 52 \| The End \| 一之瀨剛 \| 2:16 \| \| \| 53 \| Trick Master \| 冨永兼司 \| 2:20 \| \| \| 54 \| Slateport City \| 高野拓子 \| 3:27 \| \| \| 55 \| Steven Stone \| 增田順一 \| 3:16 \| \| |                |          |      |
| Disc Two |                |          |      |
| # | 標題           | 創作者   | 長度 |
| 1 |                | 一之瀨剛 | 1:48 |
| 2 |                | 青木森一 | 0:55 |
| 3 |                | 青木森一 | 1:32 |
| 4 |                | 一之瀨剛 | 0:28 |
| 5 |                | 一之瀨剛 | 0:52 |
| 6 |                | 一之瀨剛 | 0:42 |
| 7 |                | 一之瀨剛 | 1:27 |
| 8 |                | 青木森一 | 2:09 |
| 9 |                | 青木森一 | 0:04 |
| 10 |                | 一之瀨剛 | 0:53 |
| 11 |                | 增田順一 | 1:44 |
| 12 |                | 青木森一 | 0:33 |
| 13 |                | 青木森一 | 0:05 |
| 14 |                | 一之瀨剛 | 1:16 |
| 15 |                | 一之瀨剛 | 1:38 |
| 16 |                | 一之瀨剛 | 0:30 |
| 17 |                | 一之瀨剛 | 0:50 |
| 18 |                | 一之瀨剛 | 1:49 |
| 19 |                | 一之瀨剛 | 1:04 |
| 20 |                | 青木森一 | 0:04 |
| 21 |                | 一之瀨剛 | 0:50 |
| 22 |                | 增田順一 | 2:12 |
| 23 |                | 青木森一 | 0:13 |
| 24 |                | 一之瀨剛 | 1:05 |
| 25 |                | 一之瀨剛 | 0:55 |
| 26 |                | 一之瀨剛 | 1:55 |
| 27 |                | 一之瀨剛 | 1:32 |
| 28 |                | 青木森一 | 1:18 |
| 29 |                | 增田順一 | 1:29 |
| 30 |                | 青木森一 | 0:31 |
| 31 |                | 一之瀨剛 | 1:34 |
| 32 |                | 青木森一 | 0:04 |
| 33 |                | 一之瀨剛 | 0:55 |
| 34 |                | 一之瀨剛 | 1:08 |
| 35 |                | 一之瀨剛 | 0:37 |
| 36 |                | 一之瀨剛 | 0:32 |
| 37 |                | 一之瀨剛 | 1:04 |
| 38 |                | 增田順一 | 1:28 |
| 39 |                | 一之瀨剛 | 1:10 |
| 40 |                | 青木森一 | 1:11 |
| 41 |                | 青木森一 | 1:10 |
| 42 |                | 一之瀨剛 | 1:21 |
| 43 |                | 一之瀨剛 | 0:49 |
| 44 |                | 一之瀨剛 | 0:47 |
| 45 |                | 增田順一 | 1:47 |
| 46 |                | 一之瀨剛 | 0:51 |
| 47 |                | 增田順一 | 1:51 |
| 48 |                | 青木森一 | 0:53 |
| 49 |                | 一之瀨剛 | 0:59 |
| 50 |                | 一之瀨剛 | 1:09 |
| 51 |                | 一之瀨剛 | 2:26 |
| 52 | The End        | 一之瀨剛 | 2:16 |
| 53 | Trick Master   | 冨永兼司 | 2:20 |
| 54 | Slateport City | 高野拓子 | 3:27 |
| 55 | Steven Stone   | 增田順一 | 3:16 |

## 迴響

### 評論
| 汇总媒体     | 得分           |
| ------------ | -------------- |
| GameRankings | 84% (55篇評論) |
| Metacritic   | 82% (33篇評論) |

| 媒体           | 得分     |
| -------------- | -------- |
| 1UP.com        | B-       |
| 电脑与电子游戏 | 9 / 10   |
| Eurogamer      | 7 / 10   |
| GameSpot       | 8.1 / 10 |
| GameZone       | 9.5 / 10 |
| IGN            | 9.5 / 10 |
| Fami通         | 34 / 40  |

本作獲得的評論多為正面。IGN在滿分10分中給予了本作「令人驚艷」的9.5分，並頒發編輯推薦獎（Editors Choice Award），2007年IGN的一篇文章將其列為史上最成功的10款GBA遊戲之一。GameZone也給了滿分10分中的9.5分且授予傑出獎項。GamePro給了五顆星的滿分並同時提名本作為編輯推薦。Computer and Video Games在10分中給了9分，GameSpot則在10分中給了8.1分。Eurogamer和1UP.com則對本作反應較不熱烈，前者在10分中給了7分，後者只給了B-。
各家評論對於《寶可夢 紅寶石／藍寶石》的圖像與可玩性部分有所區別。IGN稱讚了本作的「深度設計」，並稱雙打對戰等新元素的加入增加了遊戲的策略性，GamePro也認為雙打對戰增加了挑戰，使遊戲策略性遠較以往為高，高至遊戲應有的程度。Computer and Video Games對可玩性也給了相似的評價，稱本作「非常容易令人上癮」。GameZone則表示本作較以往的同系列作品更為精緻與有挑戰性。然而GameSpot認為本作「從頭到尾都易如反掌，並沒有甚麼挑戰性」，Eurogamer稱本作「只是持續很快、很累人的對戰，且與前作變化不大」，1UP.com也認為本作太過公式化，且新的要素雙打對戰被運用的太少。
ComputerAndVideoGames對於本作的圖像給予正面評價，稱它們十分華麗。但其他評論多半對圖像評價普通，GamePro認為只有比以往GB的作品「稍微好一點點」，GameZone稱本作「仍然使用為前作設計的過於簡單的動畫和角色」，IGN和1UP.com都表示圖像只有獲得些許的改進。Eurogamer評論圖像「充其量只是被提升到了一個可以使用的程度」。本作的音效則大致得到稱讚，GameZone與GameSpot都認為音效十分吸引人，GameZone對於音效在10分中給了8分，聲稱「雖然有時有點煩人，仍十分成功，我沒在玩遊戲時甚至也會哼著背景音樂」。其他的抱怨則包括沒有延續《寶可夢 金／銀》的時間系統以及不能從前作傳輸寶可夢。

### 銷售
《寶可夢 紅寶石／藍寶石》發行後，其銷售即被高度期待。在日本，發行的四天內就銷售了超過125萬份，成為2002年假期期間最暢銷的遊戲。發行六週後，銷售量達到440萬份，成為日本繼2001年的《FINAL FANTASY X》後首款銷售超過200萬份的遊戲，繼2000年《遊戲王4 最強決鬥者戰記》後首款銷售超過200萬份的掌上機型遊戲。在北美，截至發行一個月後的2003年4月就已經銷售超過220萬份。《寶可夢 紅寶石》與《寶可夢 藍寶石》分別是美國2003年銷售量第二與第三高的遊戲。本作在歐洲也取得了相當的成功，成為2003年假期期間第二暢銷的遊戲，甚至在發行前，歐洲的零售商就已從美國大量進口卡帶以滿足市場的大量需求。總計《寶可夢 紅寶石／藍寶石》於全球共銷售了約1300萬份，是史上最暢銷的GBA遊戲。然而分析認為由於當時許多兒童被《遊戲王》所吸引，《寶可夢》的影響力逐漸衰退，這個趨勢反映在銷售量上。與前作比較，《寶可夢 紅／綠》於全球銷售了近2700萬份，《寶可夢 金／銀》也銷售了超過1400萬份。

### 獲獎
| 年份   | 獎項                | 類別                 | 結果 | 參考   |
| ------ | ------------------- | -------------------- | ---- | ------ |
| 2003年 | 2003年金搖桿獎      | 年度掌機遊戲         | 提名 | [ 64 ] |
| 2004年 | 第7屆互動成就獎     | 年度掌機遊戲         | 提名 | [ 65 ] |
| 2004年 | 第1届英国学院游戏奖 | 兒童遊戲             | 提名 | [ 66 ] |
| 2004年 | 第1届英国学院游戏奖 | Game Boy Advance遊戲 | 提名 | [ 66 ] |

## 相關遊戲

### 寶可夢 綠寶石
2004年9月16日於日本發售，是《紅寶石／藍寶石》的強化版作品，封面寶可夢為烈空坐。

### 寶可夢整理箱
《寶可夢整理箱 紅寶石與藍寶石》常簡稱為「寶可夢整理箱」，又譯作「寶可夢收藏盒」，是任天堂GameCube的寶可夢系列衍生作品，和任天堂GameCube-GBA傳輸線及有主體圖案的59格記憶卡一起銷售，於2003年5月30日在日本發行，2004年7月11日在北美發行，但只能透過紐約的寶可夢中心或上網訂購。現在各地均已沒有販售。本作在歐洲的某些地區發行時被誤翻譯為「寶可夢記憶魔法」（Pokémon Memory Magic），歐洲的玩家只能透過任天堂的顧客忠誠計劃以點數換得，或購買「寶可夢競技場 Mega Pak」的套組，該套組包含GameCube主機、GameCube-GBA傳輸線、記憶卡251、《寶可夢整理箱》、與《寶可夢競技場》遊戲。
《寶可夢整理箱》基本上是一款供Game Boy Advance寶可夢系列遊戲使用的儲存系統，提供玩家將《寶可夢 紅寶石／藍寶石／綠寶石》與《寶可夢 火紅／葉綠》等遊戲獲得的寶可夢上傳到GameCube的記憶卡存放，最多可存入1500隻寶可夢，玩家並可在此整理自己的寶可夢並與他們互動，還可讓他們生蛋，隨著存放寶可夢數的增加，玩家也可以獲贈學會特殊招式的寶可夢，一開始即可獲贈學會點到為止（みねうち）的青綿鳥，存入100隻寶可夢後可獲得學會神速（しんそく）的蛇紋熊，存入500隻可獲得學會聚寶功（ネコにこばん）的向尾喵，存入1499隻可獲得學會衝浪（なみのり）的皮丘。另一項特色是透過傳輸線，玩家可連接《寶可夢 紅寶石／藍寶石》並在電視上透過大螢幕操作，並具有截圖的功能。另外本作還有另一項模式稱為陳列（showcase），寶可夢化身為2D的棋子讓玩家自由排列擺設。
任天堂稱本作為「為北美的玩家提供的最獨特的寶可夢遊戲」，但本作普遍被認為是多餘的，在GameRankings只得到了50%，IGN給了本作10分中「無聊平淡的」5分，評論員Craig Harris稱讚本作的介面使整理寶可夢更為方便，可以在GameCube上遊玩《寶可夢 紅寶石／藍寶石》的模擬器、傳輸線與記憶卡都是不錯的點子，然而他認為陳列模式完全沒有必要且完全不適合，且整個遊戲沒有甚麼可玩性。他表示「本作的目標玩家應該是寶可夢的死忠粉絲，但需要許多條件才能使這款遊戲對任何人有實際用處」。Allgame給予本作5顆星中的3.5顆。

### 寶可夢 歐米加紅寶石／阿爾法藍寶石
2014年11月21日在日本上市，是《寶可夢 紅寶石／藍寶石》的重製版，並采用《寶可夢 X／Y》的三维引擎。

## 延伸閱讀
- Game Freak. . Nintendo. 2003-03-19.
- Game Freak. . Nintendo. 2003-03-19.
- . Nintendo. 2003.
- Hollinger, Elizabeth M. . USA: Prima Games. 2003. ISBN 0-7615-4256-6.
- . 群英社.

## 外部連結
- 《紅寶石／藍寶石》官方网站（页面存档备份，存于）（日語）
- 《绿宝石》官方网站（页面存档备份，存于）（日語）
- Game Details for Pokémon Ruby and Sapphire at Pokemon-Games.com